# Miền đất phúc
Miền đất phúc là một bộ phim truyền hình được thực hiện bởi Hãng phim Truyền hình Thành phố Hồ Chí Minh, Đài Truyền hình Thành phố Hồ Chí Minh do Đinh Đức Liêm làm đạo diễn. Phim lấy nguyên mẫu từ Lý Ngọc Minh, giám đốc Công ty Gốm sứ Minh Long I. Phim phát sóng vào lúc 18h00 từ Chủ Nhật đến thứ 3 hàng tuần bắt đầu từ ngày 25 tháng 2 năm 2007 và kết thúc vào ngày 21 tháng 5 năm 2007 trên kênh HTV9.

## Nội dung
Lấy nguyên mẫu từ ông Lý Ngọc Minh – Giám đốc Công ty gốm sứ Minh Long I, Miền đất phúc nói về những thăng trầm của một đời người, một làng nghề ở Bình Dương. Phúc (Lương Thế Thành), Lợi (Thanh Phương), Ngọc (Hoàng Chiêu Quân) và Trúc (Nguyệt Ánh) có tuổi thơ gắn bó cùng nhau, bên lò gốm của gia đình Phúc, Lợi.
Khi lớn lên, họ lại trở thành chồng, vợ của nhau và cùng nhau trải qua những năm tháng thăng trầm của tạo hóa xoay vần. Khi đất nước thống nhất, trong thời buổi bao cấp còn quá nhiều khó khăn, sự ấu trĩ, cùng những kẻ cơ hội đã có lúc làm họ nản lòng, hụt hẫng. Nhưng với tình yêu nghề, với tài năng và nhiệt huyết, cùng nghị lực và sự lao động miệt mài, họ đã phục hưng được nghề gốm sứ gia truyền trên đất Bình Dương, phát triển nghề truyền thống trở thành một thương hiệu nổi tiếng trên thế giới.

## Diễn viên
- Lương Thế Thành trong vai Phúc[7]
- Võ Thanh Hòa trong vai Phúc (lúc nhỏ)
- Nguyệt Ánh trong vai Thủy Trúc[8]
- Ngọc Giàu trong vai Thủy Trúc (lúc nhỏ)
- Thanh Phương trong vai Lợi (†)
- Minh Quyền trong vai Lợi (lúc nhỏ)
- Hoàng Chiêu Quân trong vai Ngọc
- Lệ Quyên trong vai Ngọc (lúc nhỏ)
- Bá Cường trong vai Tày
- Hiếu Nghĩa trong vai Tày (lúc nhỏ)
- Lâm Ánh Ngọc trong vai Phượng
- Ngọc Trinh trong vai Phượng (lúc nhỏ)
- Ngọc Thảo trong vai Sinh
- Phước Hải trong vai Sinh (lúc nhỏ)
- NSƯT Minh Sang trong vai Ông Diệp
- Hồng Hạnh trong vai Bà Diệp
- NSND Thanh Vy trong vai Bà Diệp (phần 4)
- NSƯT Hoa Hạ trong vai Bà Từ Ngũ[9]
- Quang Minh trong vai Ông Từ Ngũ
- Phước Sang trong vai Sáu Tỷ
- Kim Thư trong vai Vợ Sáu Tỷ
- Lý Thanh Thảo trong vai Chị Thảo
- Chu Thiện trong vai Anh Tài
- Thanh Nga trong vai Chị Dương
- Hoài An trong vai Cô giáo Khiết
- Hoàng Sơn trong vai Quang "hói"
- Phương Bình trong vai Quang "hói" (phần 4)
- Kim Huyền trong vai Cô Mẫn
- Nguyên Hạnh trong vai Ông Trần Hùng
- Lê Bình trong vai Ông Tư

Cùng một số diễn viên khác....

## Nhạc phim
| STT | Nhan đề           | Phổ lời          | Phổ nhạc         | Trình Bày             | Thời lượng |
| --- | ----------------- | ---------------- | ---------------- | --------------------- | ---------- |
| 1.  | "Miền đất ấy"     | Ngọc Lễ          | Ngọc Lễ          | Phương Thảo - Ngọc Lễ |            |
| 2.  | "Hãy yêu nhau đi" | Nguyễn Đức Trung | Nguyễn Đức Trung | Thanh Phương          |            |
| 3.  | "Mãi yêu nhau"    | Nguyễn Đức Trung | Nguyễn Đức Trung | Thanh Phương          |            |
| 4.  | "Miền đất phúc"   | Nguyễn Đức Trung | Nguyễn Đức Trung | Thanh Phương          |            |

## Giải thưởng
| Năm  | Giải thưởng   | Hạng mục                                | (Người) đề cử | Kết quả   | Tham khảo |
| ---- | ------------- | --------------------------------------- | ------------- | --------- | --------- |
| 2007 | Giải Mai Vàng | Đạo diễn phim truyền hình               | Đinh Đức Liêm | Đề cử     | [ 10 ]    |
| 2007 | Giải Mai Vàng | Nam diễn viên truyền hình               | Thanh Phương  | Đoạt giải | [ 11 ]    |
| 2008 | HTV Awards    | Nam diễn viên chính được yêu thích nhất | Thanh Phương  | Đoạt giải | [ 12 ]    |